# Робърт Джей Матюс
Робърт Джей Матюс (на английски: Robert Jay Mathews) е бивш лидер на американската бяла расистка организация „Орденът“.

## Биография
Матюс е роден в семейство от три деца, като той е бил най-малкият. Баща му има шотландски корени, бил е кмет на родния му град, председател на търговска камара и ръководител на местната методистка общност. По-късно семейството му се премества във Финикс, щата Аризона.
През месец септември 1983 година е един от основателите на расистката организация „Орденът“. Загива при престрелка с агенти на ФБР на остров Уидби, близо до град Купвил, щата Вашингтон.